# Caradigan
Caradigan est le lieu où se marient Érec, chevalier de la Table Ronde et Énide, dans la légende arthurienne. C'est l'une des résidences du roi Arthur. Ce pourrait être une localité, capitale du comté du même nom en Sud-Galles. On objecte qu'en gallois cette ville est appelée Aber-Teivi encore aujourd'hui : c'est à une époque indéterminée que le nom du comté, en gallois Keredigiaun, a été appliqué à son chef-lieu par les Anglo-Normands, mais non, semble-t-il, par les Gallois.

## Sources
Caradigan est mentionné pour la première fois dans le roman de Chrétien de Troyes Érec et Énide.

## Controverse
M. Phillimore a émis l'hypothèse que Caradigan, écrit aussi Caradignan, serait une localité située près de Bodmin en Cornwall, Cardinham, à proximité de Kelliwic, une autre résidence arthurienne ; mais cette hypothèse est fondée sur des sources peu certaines.